# كيكو ميزوهارا
اودري كيكو دانيال (ولدت في 15 أكتوبر 1990)، المعروفة مهنيا (Mizuhara Kiko水原 希子) هي عارضة، ممثلة،مصممة التي عاشت في اليابان منذ طفولتها.
كيكو ميزوهارا بدأت حياتها كعارضة أزياء في سن الثانية عشرة عندما دخلت في اختبار مسابقة مجلة Seventeen الذي تم اختيارها كمفضلة للوجه الجديد للمجلة. في وقت لاحق وقعت كنموذج تحت فيفي ومجلة MAQUIA . ميزوهارا كانت تمارس التمثيل لأول مرة في عام 2010 في Norwegian Wood ومن تلك السنة فصاعدا، هي تظهر باستمرار في الشاشة الكبيرة وكانت جزءا من الدراما اليابانية Yae no Sakura، Shitsuren Chocolatier ونوبوناغا كونشيرتو. في عام 2011 و 2013 على التوالي، كانت كمغنية في Towa Tei's «حرق عادي» وفي M-Flo لا وسيلة تتبع تحت الألبوم Neven. ميزوهارا كما قامت بالتعاون في حفل الافتتاح مع المطربين ريهانا وبيونسيه كانت تلبس تصاميمها. حتى الآن تعاونت مع خط اللباس للمرة الرابعة، وتكتسب رتبتها من المتعاونين في حفل الافتتاح. في عام 2014، ميزوهارا قد أُدرجت كجزء من الأعمال الموضة 500: الناس يشكلون صناعة الأزياء العالمية.

## حياتها المبكرة
ولدت كيكو اودري كيكو دانيال في دالاس، تكساس، وانتقلت إلى كوبه، اليابان: في سن الثانية مع عائلتها. والدها أمريكي من تكساس وأمها كورية المقيمة في ناغازاكي في اليابان. لديها أخت تدعى آشلي يوكا دانيال التي عندها 4 سنوات أقل من عمرها، وتعمل أيضا في عرض الأزياء. عندما كانت تبلغ من العمر 13 عاما، طلاق والديها ووالدها عاد إلى الولايات المتحدة.

## أفلامها

### الفيلم
- الخشب النرويجي (2010)
- هرج مرج (2012)
- أنا فلاش! (2012)
- «العياء لا ساكورا» (2013)
- بلاتينا البيانات (2013)
- خدعة الفيلم: المرحلة الأخيرة (2014)
- هجوم على العمالقة (2015)
- هجوم العمالقة: نهاية العالم/ ميكاسا اكرمان (2015)
- كودا كه نو هيتوبتو شينغيكو كوداي (2016)
- نوبوناغا كونشرتو أوريشي (2016)
- أوكودا تاميو ني ناريتاي الولد/ أكاري عمامي (2017)

### التلفزيون
- العياء لا ساكورا (2013)
- شيتسورين تشوكولاتيير (2014)
- نوبوناغا كونشرتو (2014)
- كوكورو غا بوكيتو ني (العنوان باللغة الإنكليزية: مجنون بالنسبة لي) (2015)
- كازوكو نو كاتاشي(2016)
- يوزو نو سينسو (2017)

## الألبومات

### استضافة
- تووا تيي– «حرق عادي» من سوني (2011)
- M-Flo – «مستحيل» من نيفين (2013)
- ويكند – «أشعر أنه قادم مربعة. المعتوه الشرير» من ستاربوي (2016)

## البيلوغرافيا
- كيكو (2010)
- الفتاة (2012)
- كيكو ميزوهارا نموذج والممثلة المألوف سيلبي تود سيلبي، أبرامز، نيويورك، (2014)
- الشتاء مذكرات من قبل جوليان ليفي، نيويورك، (2014)

## وصلات خارجية
- كيكو ميزوهارا على موقع IMDb (الإنجليزية)
- كيكو ميزوهارا على موقع ألو سيني (الفرنسية)
- كيكو ميزوهارا على موقع ميوزك برينز (الإنجليزية)
- كيكو ميزوهارا على موقع ديسكوغز (الإنجليزية)
- كيكو ميزوهارا على موقع قاعدة بيانات الفيلم (الإنجليزية)
- كيكو ميزوهارا على موقع كينوبويسك (الروسية)
- كيكو ميزوهارا على موقع دليل عارضات الأزياء (الإنجليزية)
- مسؤول الملف الشخصي